# هادیرلی (سیحان)
هادیرلی (به ترکی استانبولی: Hadırlı) یک منطقهٔ مسکونی در ترکیه است که در سیحان واقع شده‌است.